# Al-Menarscha-Synagoge
Die Menarscha-Synagoge (arabisch كنيس المنشارة, DMG Kanīs al-Minšāra oder كنيس المنشا, DMG Kanīs al-Manšā, hebräisch בית כנסת אלמנשה) oder Große Synagoge von Damaskus ist eine ehemalige Synagoge in der syrischen Hauptstadt Damaskus, die im 19. Jahrhundert fertiggestellt wurde. Im Jahr 1949 war sie Ziel eines Terroranschlags, doch steht das Gebäude bis heute, wird aber nicht mehr als Synagoge genutzt.

## Standort
Die Menarscha-Synagoge befindet sich im jüdischen Viertel von Damaskus an der Ostseite der al-Manšaʾ-Straße (شارع المنشأ ‚Straße des Ursprungs‘), einer nach Norden abgehenden Querstraße der Talat-al-Hidschāra-Straße (شارع تلة الحجارة ‚Steinhügelchen-Straße‘), gegenüber dem nördlichen Ende des großen historischen Anwesens Beit Farhi Muallim (بيت فارحي-المعلّم).

## Geschichte
Die Menarscha-Synagoge wurde in der zweiten Hälfte des 19. Jahrhunderts errichtet. Am 5. August 1949 war die zum Gottesdienst am Schabbatabend mit Menschen gefüllte Menarscha-Synagoge Ziel eines Terroranschlags, bei dem zwölf Menschen, mehrheitlich Kinder, ums Leben kamen. Dieser Angriff auf die Menarscha-Synagoge im Jahr nach der Gründung des Staates Israel führte zu einer Massenflucht der Juden von Damaskus, großenteils nach Israel. Eine zweite Auswanderungswelle, nun überwiegend in die USA, gab es 1992, als die Regierung von Hafiz al-Assad den Juden Syriens die Ausreise gestattete. Es lebten nun nur noch sehr wenige Juden in Damaskus, so dass es in der al-Menarscha-Synagoge keine Gottesdienste mehr gab. Als letzte aktive Synagoge von Damaskus blieb die al-Farandsch-Synagoge.

## Architektur
Die al-Menarscha-Synagoge ist ein dreischiffiger Hallenbau auf rechteckigem Grundriss, dessen Rundbögen auf weißen Säulen mit rundem Querschnitt ruhen. In der Synagoge befindet sich eine Gedenktafel für die 12 jungen Opfer des Terroranschlags von 1949.